# Andrémon
Na mitologia grega, o nome Andrémon / Andreamon (/ænˈdriːmən/; em grego clássico: Ἀνδραίμων; romaniz.: Andraímon) pode se referir a:
- Andrémon, filho de Óxilo e marido de Dríope. [1]
- Andrémon, possível pai de outro Óxilo. [2]
- Andrémon, um rei etólio e marido de Gorge de Cálidon. Por este último, ele se tornou pai de Toas. Andrémon sucedeu seu sogro Eneu no poder sobre a Etólia. Ele e sua esposa foram, segundo algumas fontes, enterrados em um túmulo na cidade de Anfissa. [3]
- Andrémon, irmão de Leonteu. Ele se casou com uma filha de Pélias, chamada Anfínome, e ainda uma irmã, Líside. [4]
- Andrémon, um dos pretendentes de Penélope que veio do Dulíquio junto com outros 56 pretendentes. [5] Ele, junto com os outros, foi morto por Odisseu com a ajuda de Eumeu, Filécio e Telêmaco. [6]
- Andrémon, filho do rei Codro. Ele participou da colonização da Ásia Menor e expulsou os cários da cidade de Lebedus. Seu túmulo foi mostrado perto de Cólofon. [7] Mimnermo relatou que Andrémon era natural de Pilos e fundador de Cólofon. [8]

Da mesma forma, Andrémonida era um patronímico, frequentemente usado para se referir a Toas, filho de Andrémon e Gorge. 